# Stadio di Černihiv
Lo stadio di Černihiv, precedentemente noto come Stadio Jurij Gagarin (in ucraino Стадіон імені Юрія Гагаріна?, Stadion imeni Jurija Haharina), è uno stadio di calcio situato a Černihiv, in Ucraina.

## Storia
Fu inaugurato nel 1936 per 3000 spettatori nella parte orientale di un parco cittadino (giardino) che esiste dal 1804 e dove precedentemente si trovava la residenza degli arcivescovi di Černihiv. Durante la Seconda guerra mondiale, lo stadio di Černihiv fu gravemente danneggiato e negli anni '50 fu completamente ricostruito, includendo le mura dello stadio e due tribune per 11.000 spettatori.
Nel 1961, prese il nome dal cosmonauta sovietico russo Jurij Gagarin. Il 25 maggio 1964, Jurij Gagarin in persona visitò lo stadio. A metà degli anni '80, la capienza dello stadio fu aumentata a 14.000. Nell'ottobre 2011, lo stadio ha ricevuto quasi cinque milioni di grivne per lavori di ristrutturazione.
Attualmente ospita le partite del Desna Černihiv, la squadra principale della città di Černihiv e della nazionale di calcio femminile dell'Ucraina.
Lo stadio si trova a fianco del Museo e biblioteca storica Tarnovs'kyj, un paio di km dal centro della città, vicino all'Università Nazionale di Tecnologia di Černihiv, nella strada Šavčenka n. 61.
Nel marzo del 2022, a seguito della crisi russo-ucraina che ha portato all'invasione dell'Ucraina, lo stadio è stato colpito da alcuni colpi di artiglieria russa.

## Galleria d'immagini

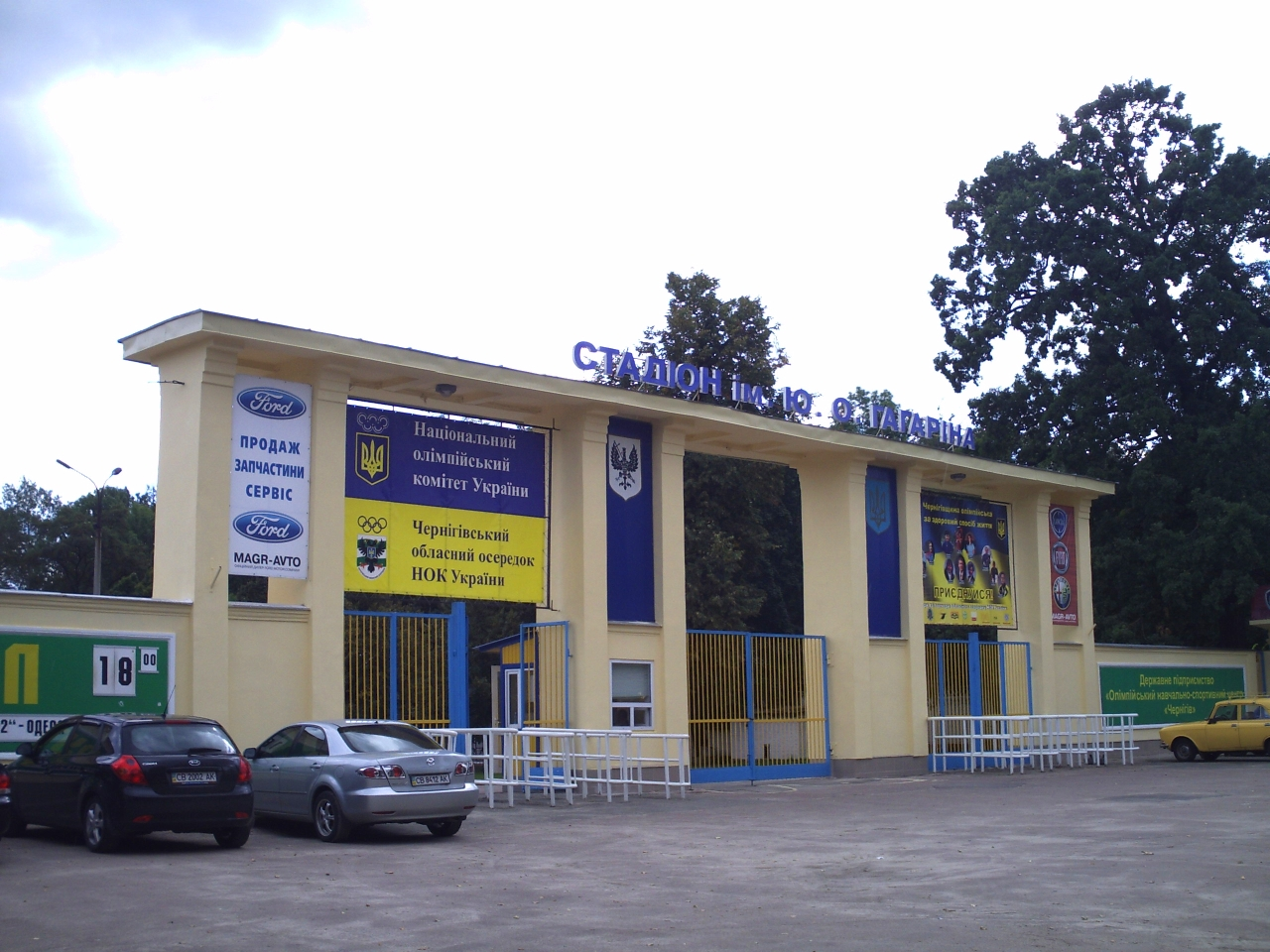
Ingresso principale dello stadio di Černihiv
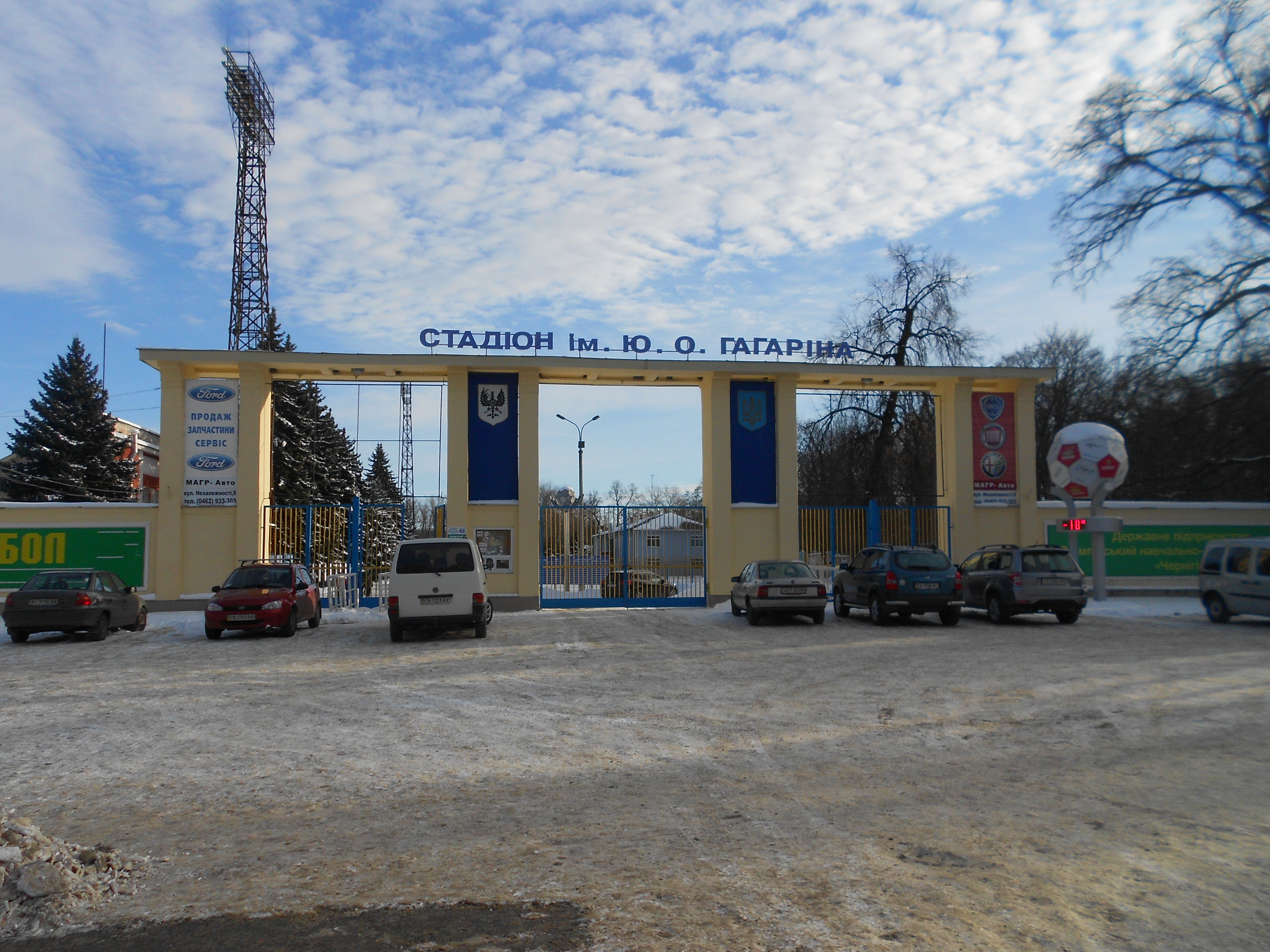
Ingresso principale dello stadio di Černihiv
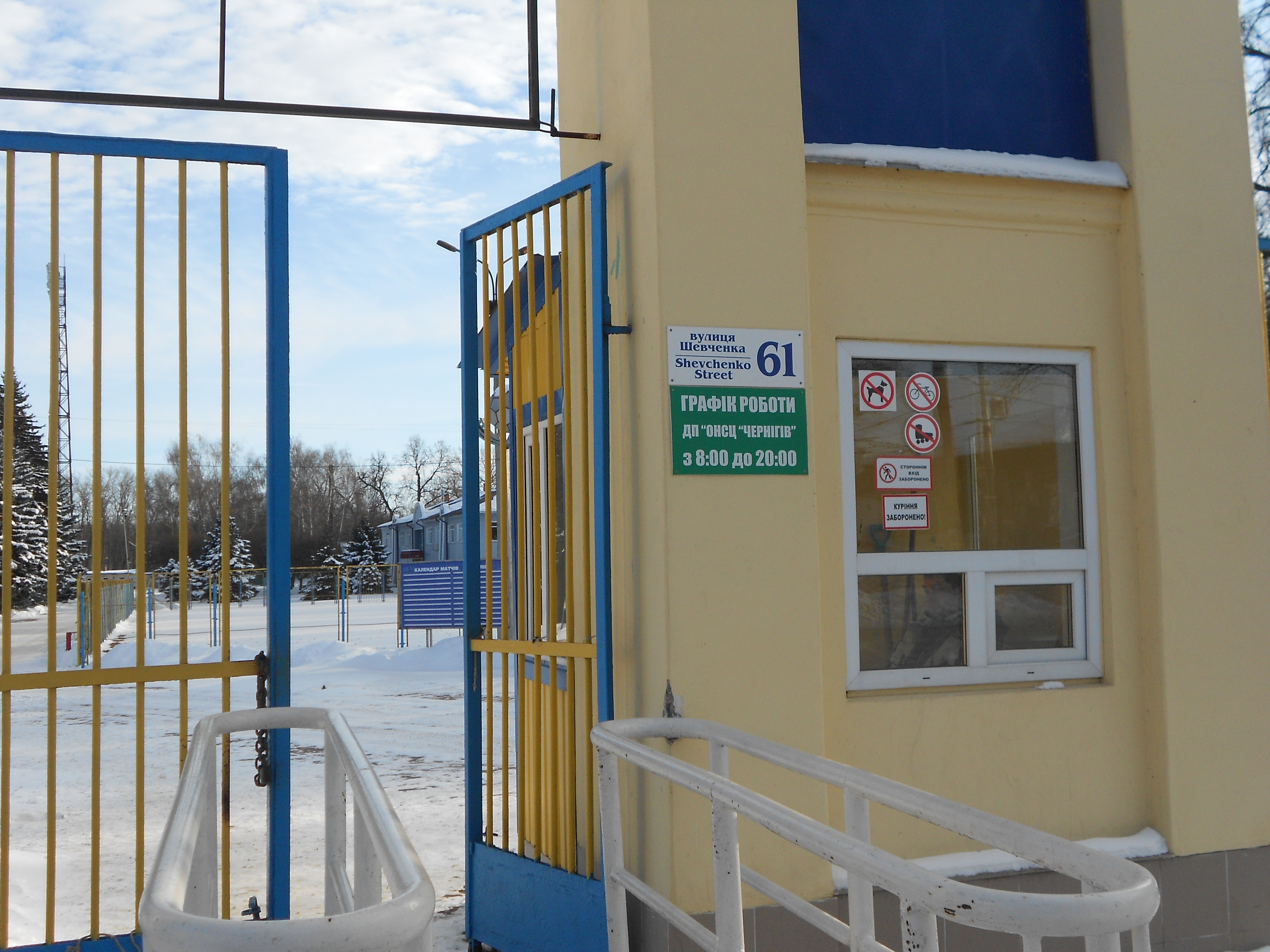
Biglietteria dello stadio di Černihiv
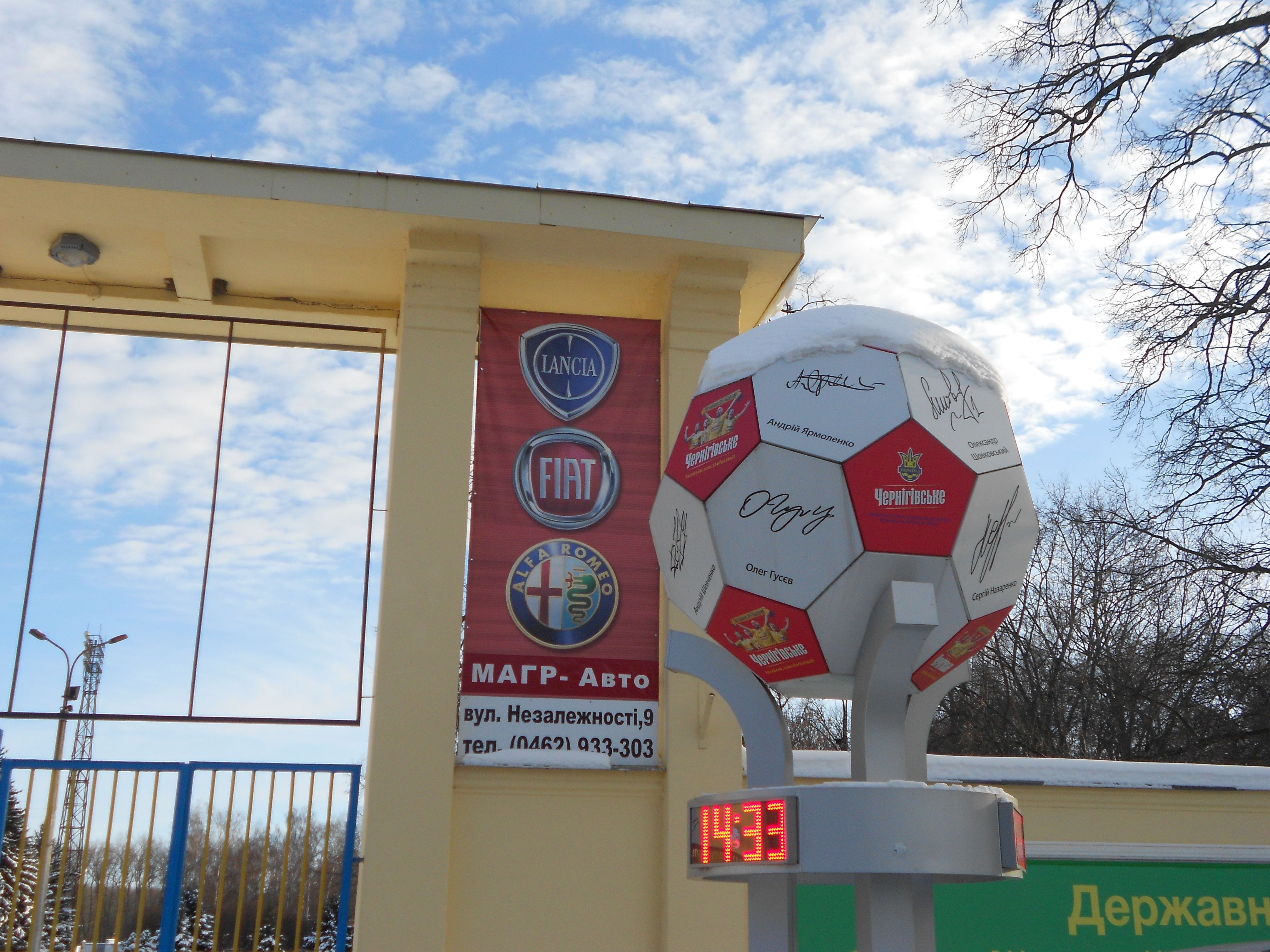
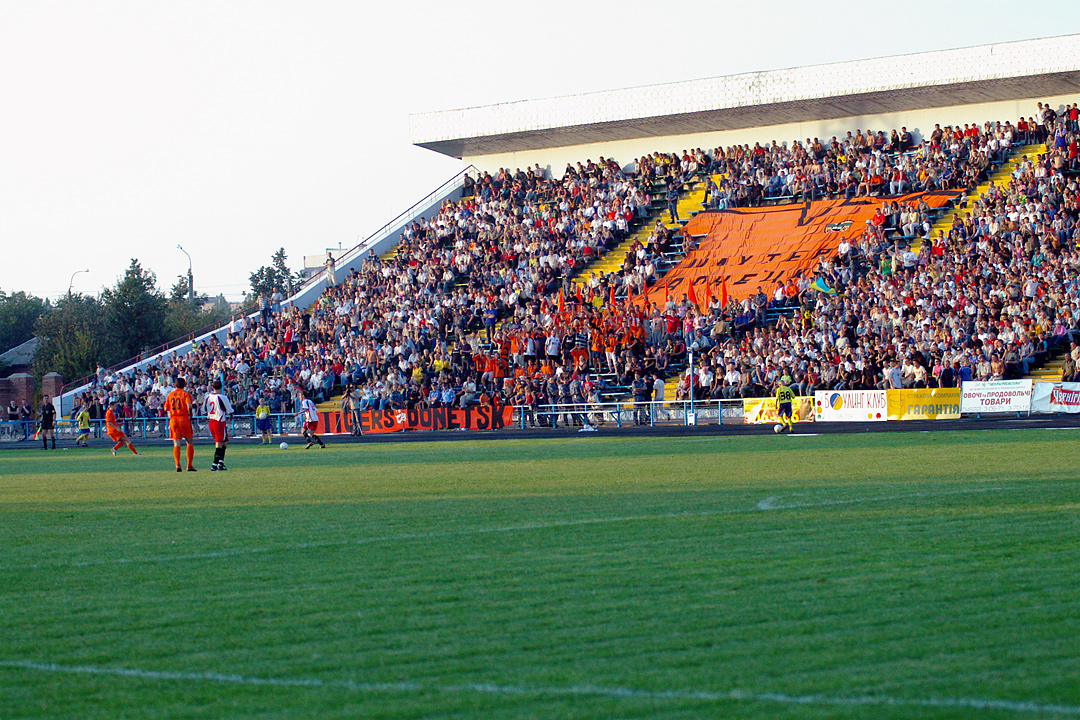
Lo Šachtar e i loro supporter allo stadio di Černihiv
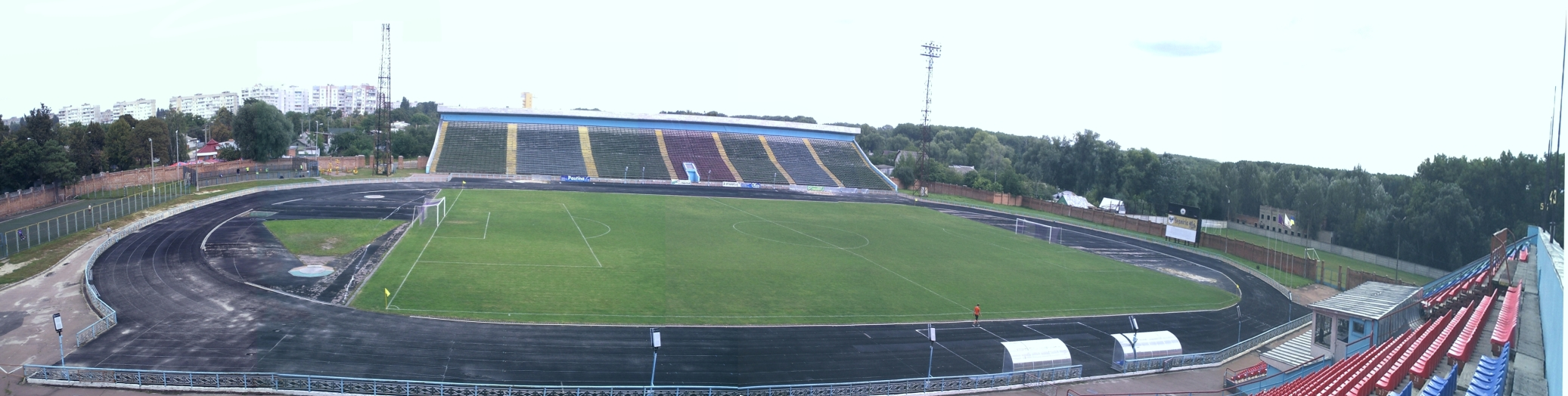
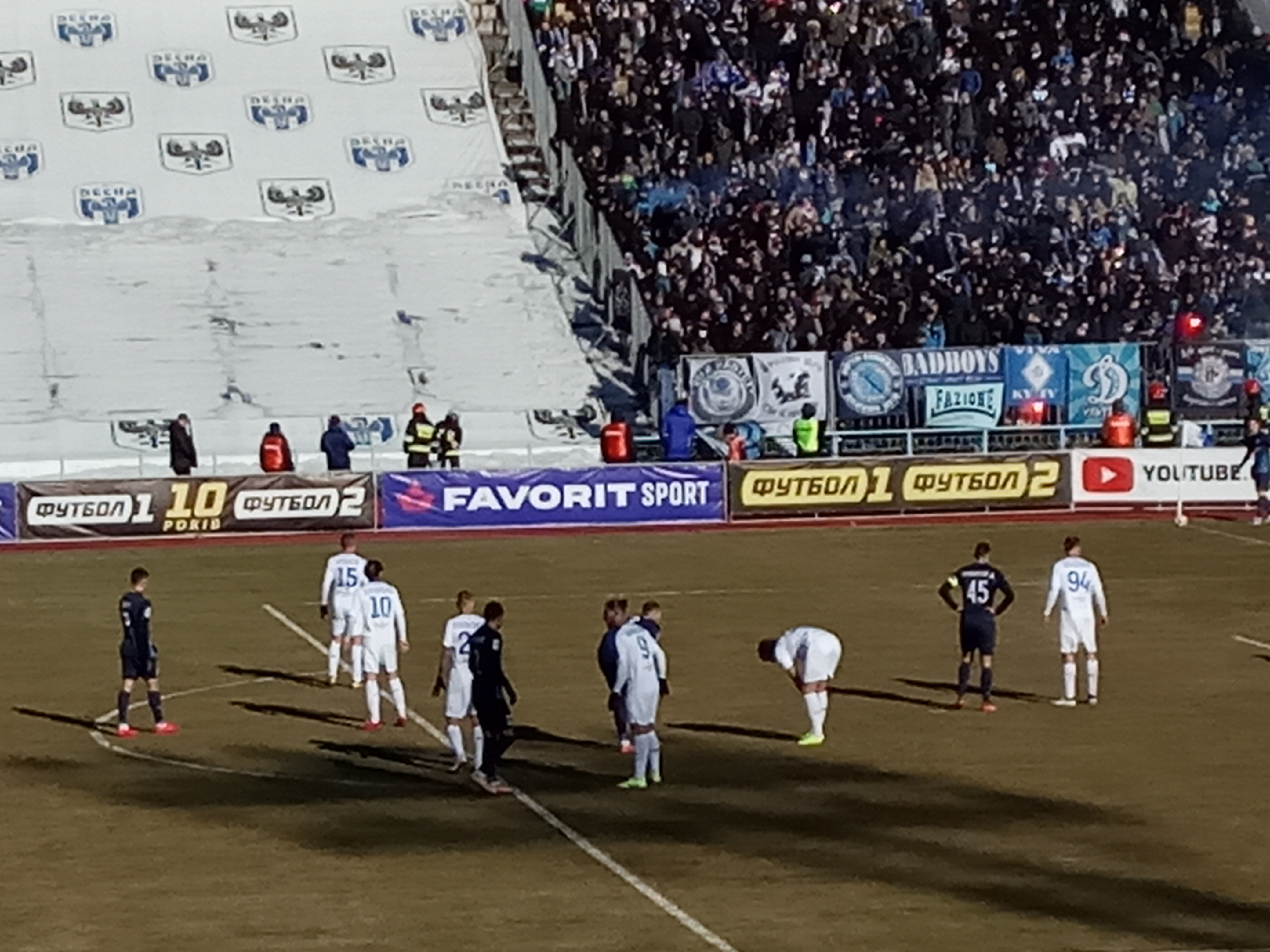
Il Desna Černihiv prima dell'incontro contro la Dinamo Kiev
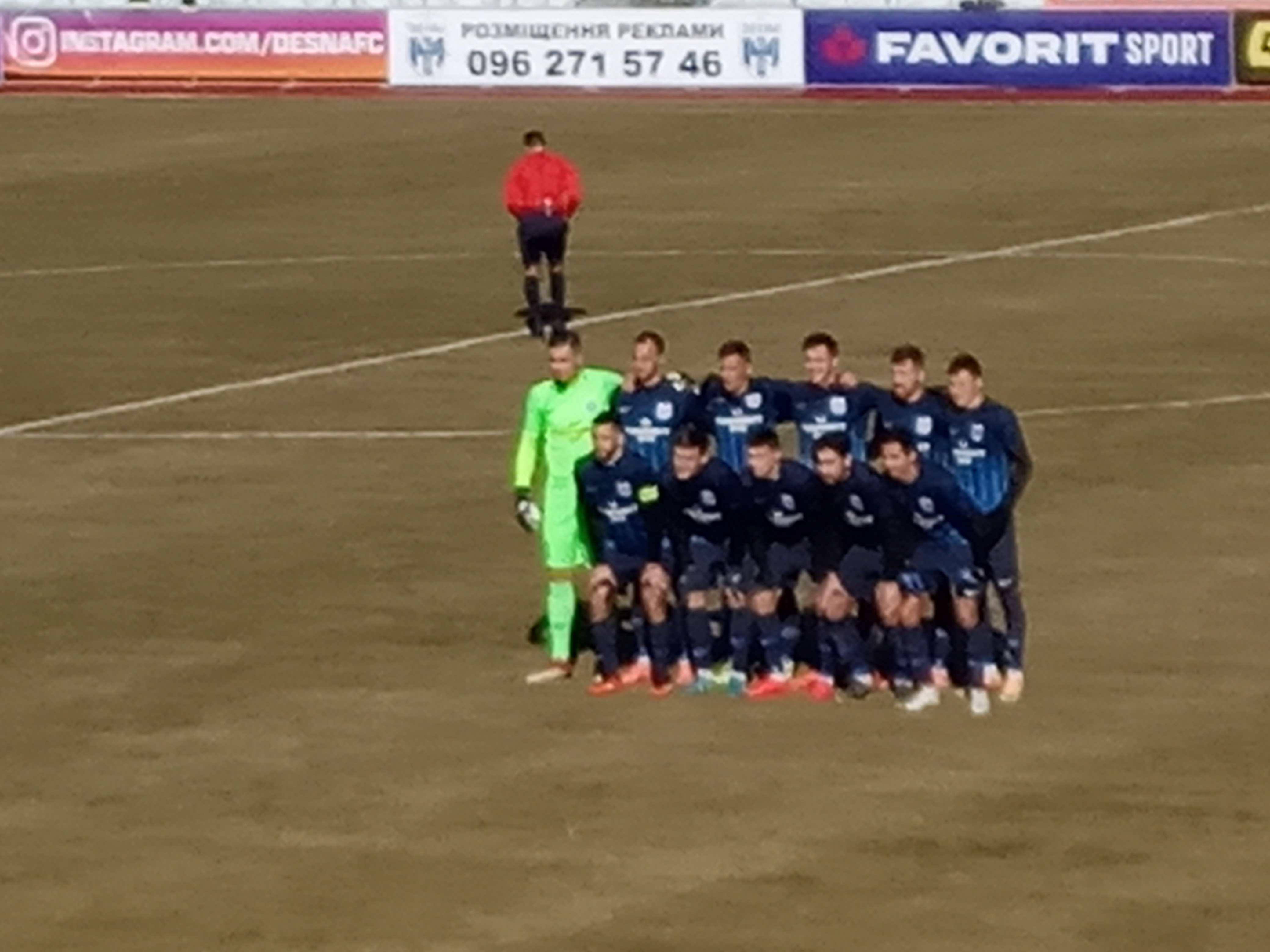
Il Desna Černihiv prima dell'incontro contro la Dinamo Kiev
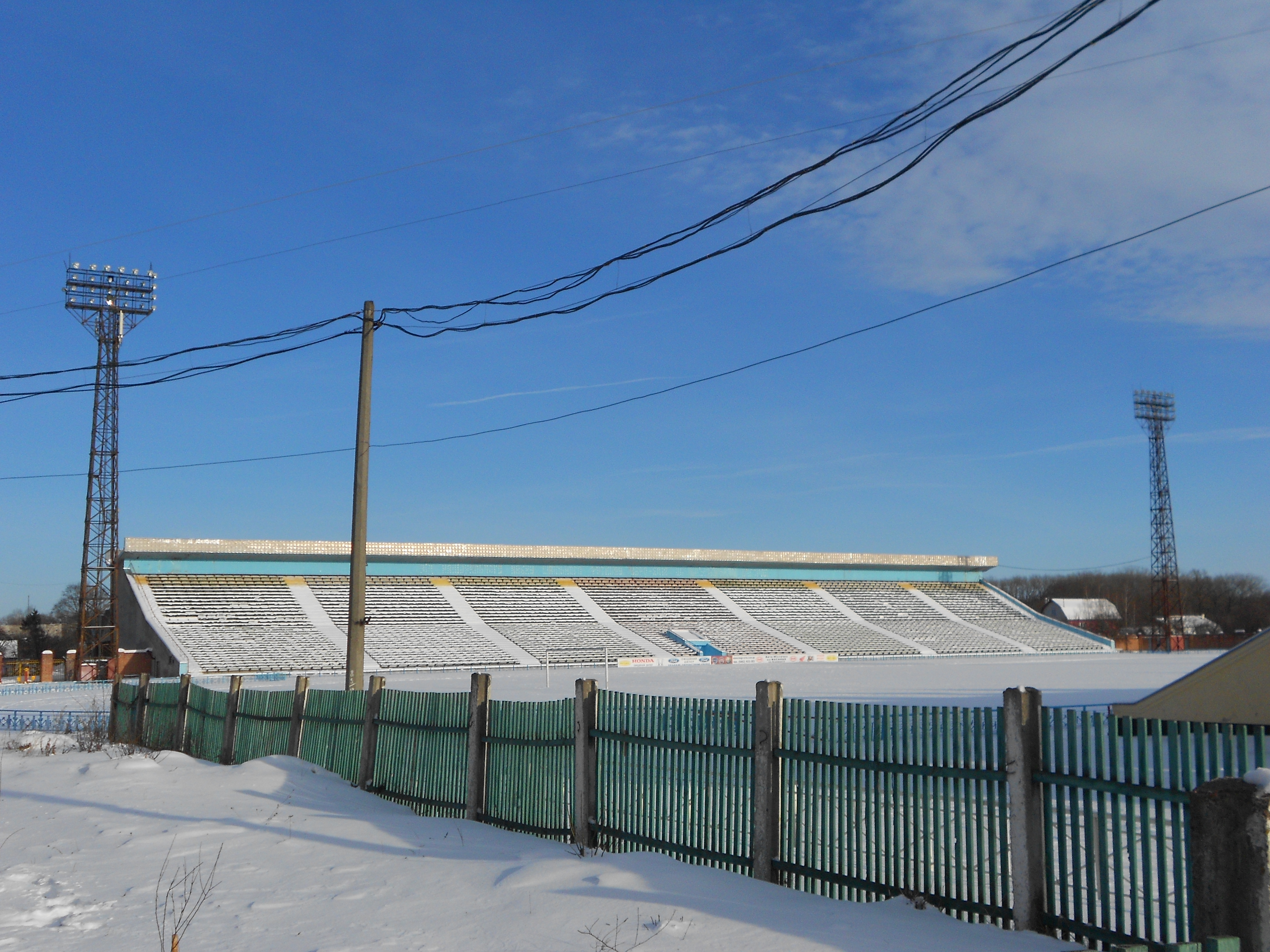
Lo stadio Jurij Gagarin innevato
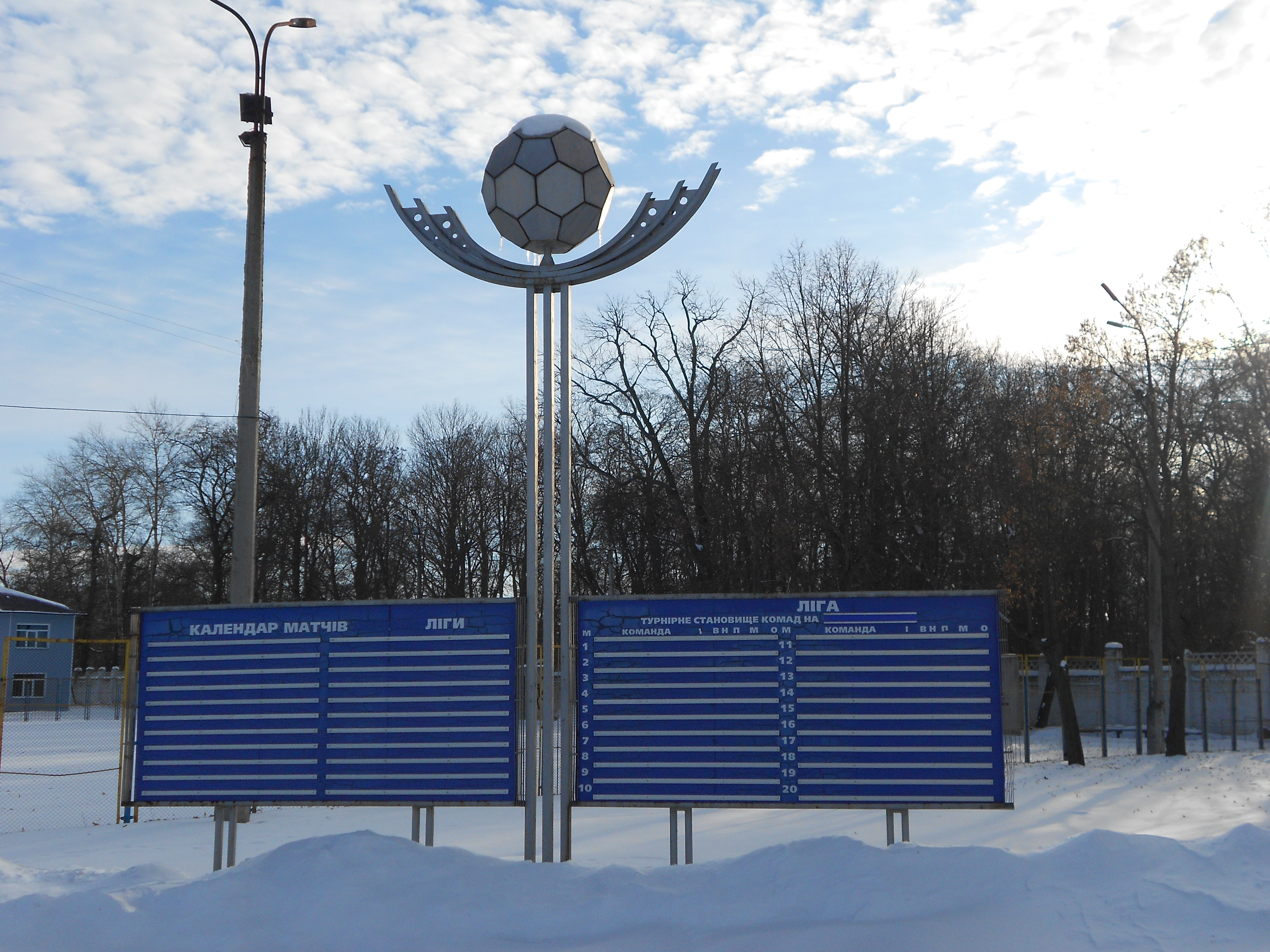
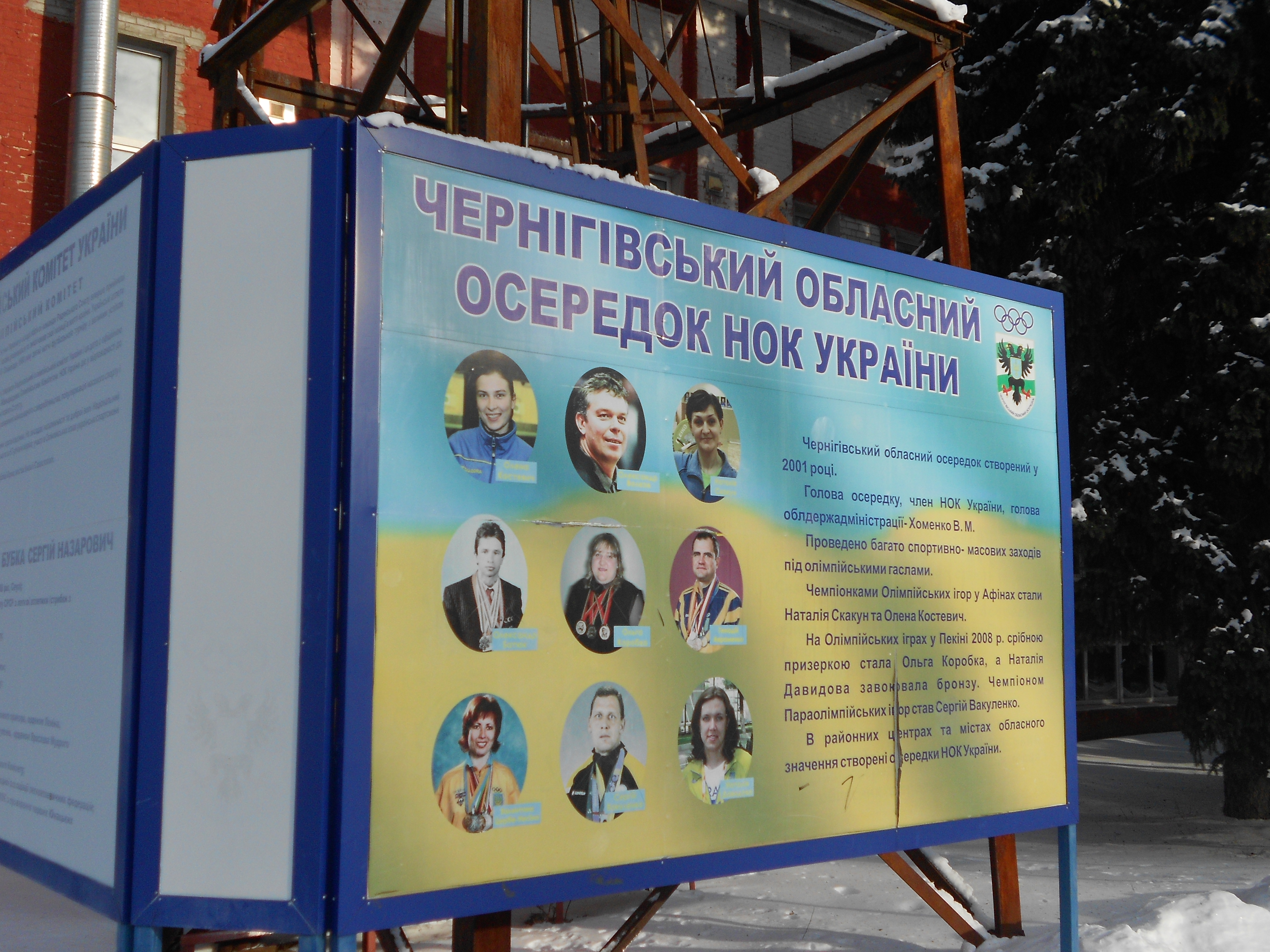
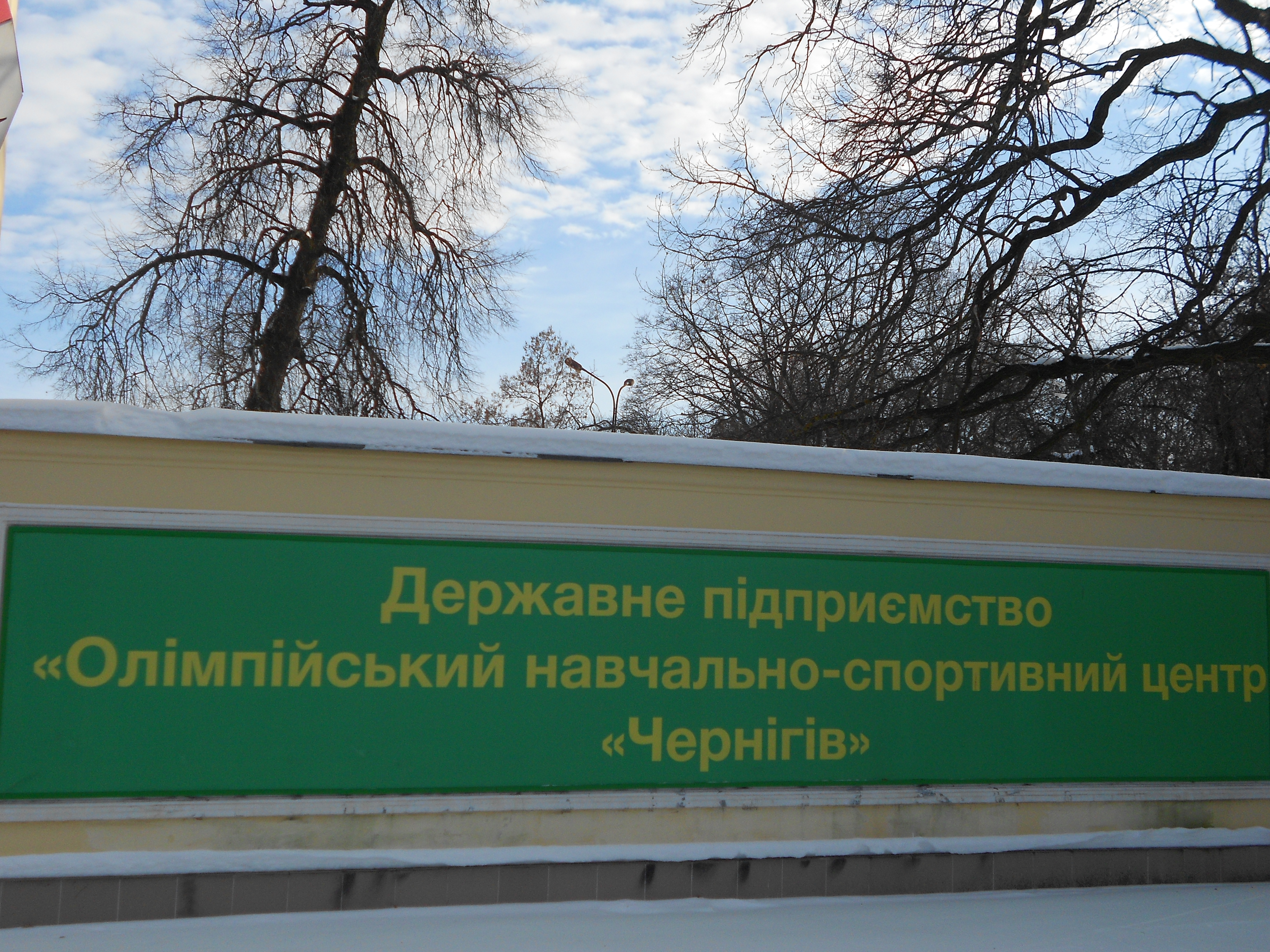
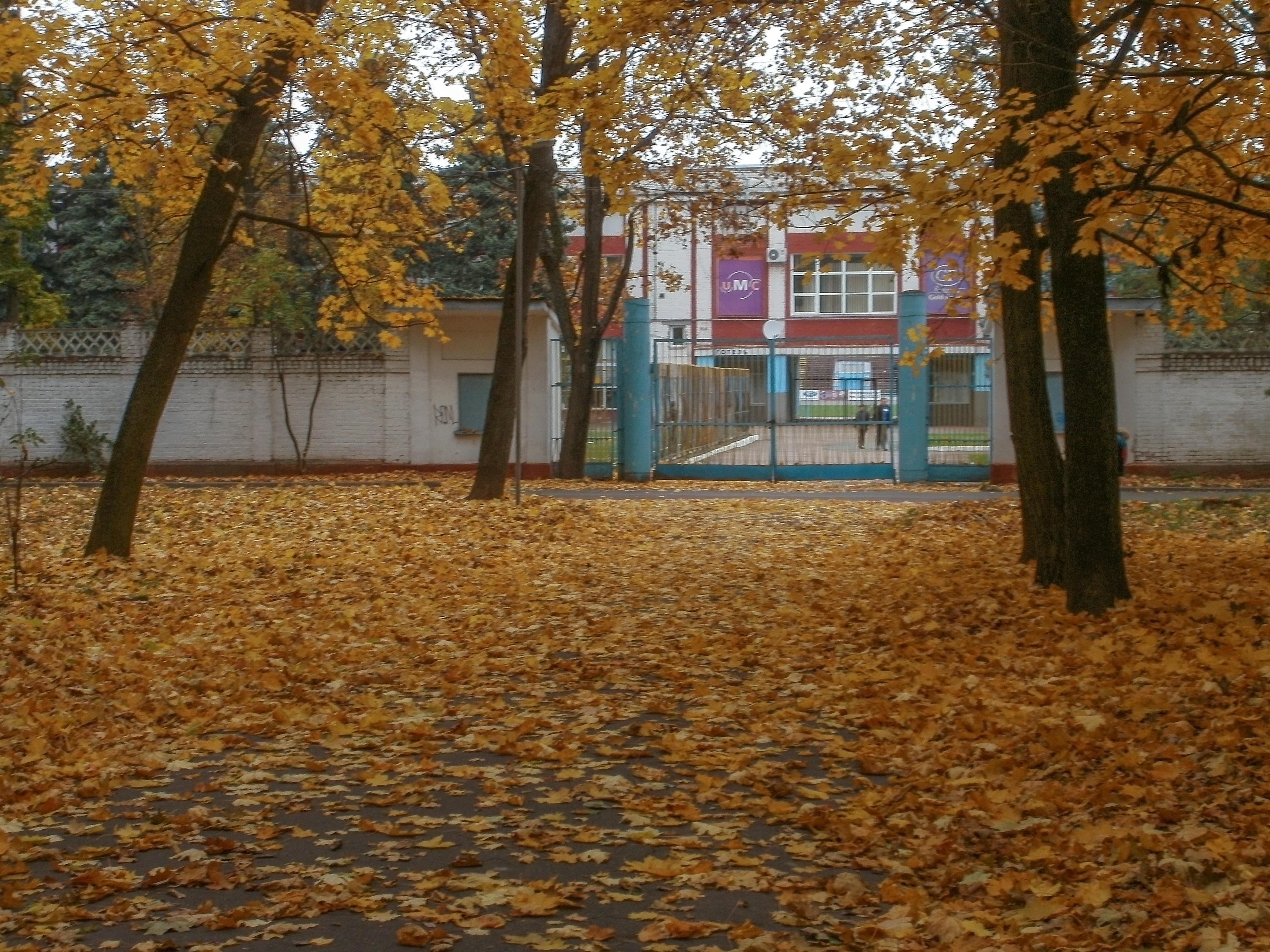
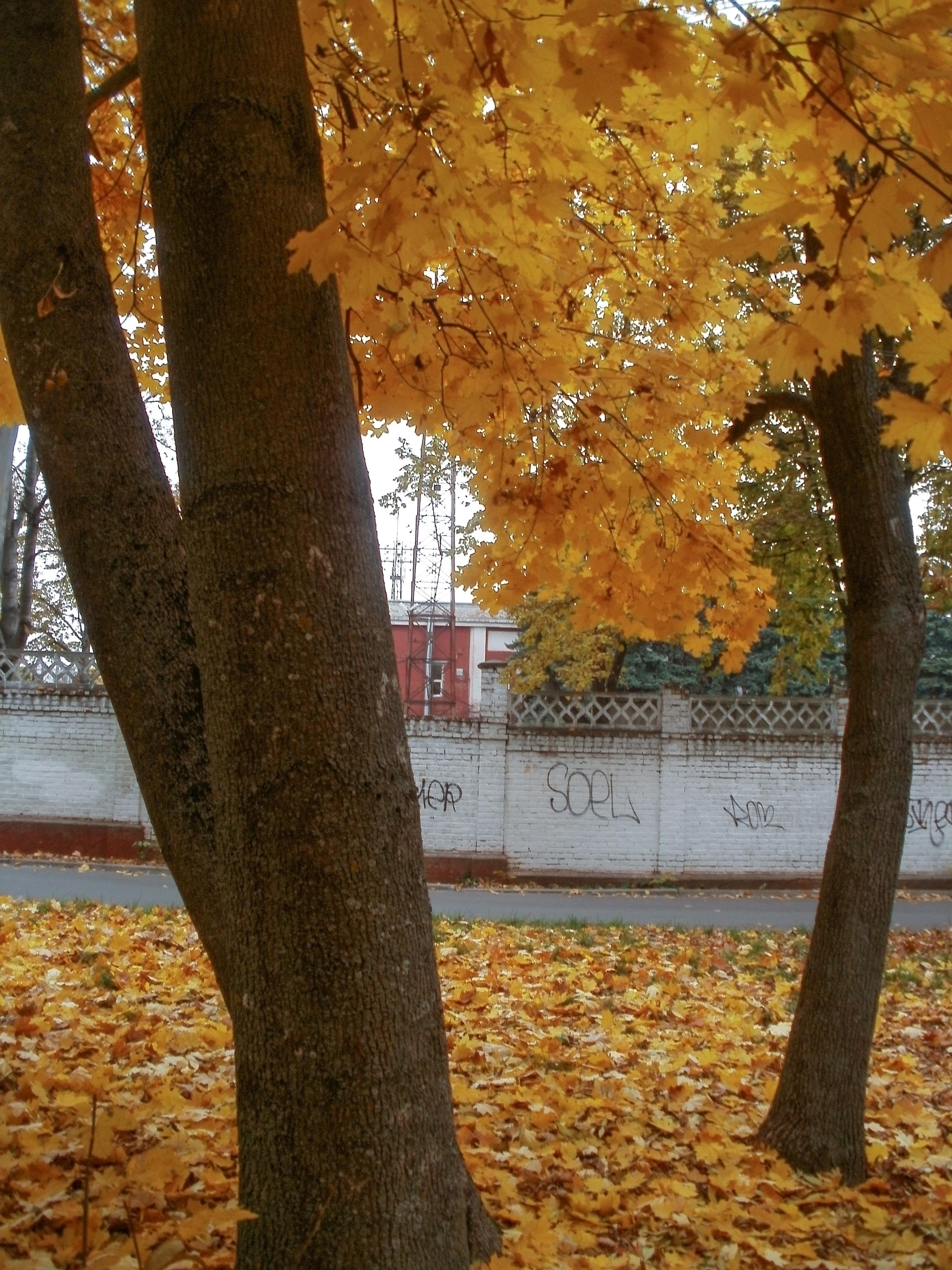